# Noctua palmae
Noctua palmae là một loài bướm đêm trong họ Noctuidae.